# Susan Roberts
Susan Elizabeth Roberts, née le 21 avril 1939, est une nageuse sud-africaine.

## Biographie
Aux Jeux olympiques d'été de 1956 à Melbourne, Susan Roberts est médaillée de bronze olympique du relais 4x100 mètres nage libre (avec Moira Abernethy, Jeanette Myburgh et Natalie Myburgh), et est éliminée en séries du 100 mètres nage libre et du 400 mètres nage libre.